# Ташкентское землетрясение
Ташкентское землетрясение (узб. Toshkent zilzilasi) — катастрофическое землетрясение (магнитуда около 5, сейсмический эффект в эпицентре на поверхности более 8 баллов), произошедшее 26 апреля 1966 года в 05:23 в Ташкенте.

## История
Ташкентское землетрясение произошло в 5 часов 23 минуты утра 26 апреля 1966 года практически на месте древней крепости в центре Ташкента. При относительно небольшой магнитуде (М=5,2 по шкале Рихтера), но из-за небольшой глубины (от 8 до 3 км) залегания очага, оно вызвало 8—9-балльные (по 12-балльной шкале MSK-64) сотрясения земной поверхности и существенные повреждения строительных объектов в центре города. Зона максимальных разрушений составляла около десяти квадратных километров. На окраинах же столицы сейсмический эффект едва достигал 6 баллов. Сильные колебания почвы с частотой 2—3 Гц продолжались 10—12 секунд.
Относительно малое число пострадавших - 13 погибших в первые 3 минуты и 4 сотни травмированных в городе с миллионным населением обязано преобладанию вертикальных (а не горизонтальных) сейсмических колебаний, что предотвратило полный обвал даже ветхих глинобитных домов. Анализ причин травм показал, что в 10 % случаев они были получены от обрушений стен и крыш, 35 % — от падающих конструктивных частей зданий и сооружений (штукатурка, гипсовая лепка, кирпичи и тому подобное) и предметов домашнего обихода. В 55 % причинами травм было неосознанное поведение самих пострадавших, обусловленное паническим состоянием и страхом (выпрыгивание из верхних этажей, ушибы о различные предметы и тому подобное). Однако впоследствии количество смертельных случаев умножилось в результате сердечных приступов в период возникновения даже незначительных афтершоков.

## Последствия

Mемориальный комплекс «Мужество»

В результате землетрясения центральная часть Ташкента была практически полностью разрушена. Подверглись разрушению более 2 миллионов квадратных метров жилой площади, 236 административных зданий, около 700 объектов торговли и общественного питания, 26 коммунальных предприятий, 181 учебное заведение, 36 учреждений культуры, 185 медицинских и 245 промышленных зданий. Без крыши над головой остались 78 тысяч семей или свыше 300 тысяч человек из проживавших тогда в Ташкенте полутора миллионов. По решению правительства вместо восстановления разрушенных старых одноэтажных глинобитных домов на их месте были построены новые современные многоэтажные дома. Город был полностью восстановлен за 3,5 года.
Такая масштабная реконструкция центра крупного города стала возможна в результате помощи всего СССР в восстановлении Ташкента. Благодаря усилиям союзных республик была осуществлена реконструкция и построены несколько новых микрорайонов как в центре города, так и на свободных площадях в юго-западной части города — на Чиланзаре. Многие дома, кварталы и улицы долгое время носили названия городов, помогавших Ташкенту в то трудное время. В честь этого события воздвигнут мемориальный комплекс «Мужество». Студенческим строительным отрядом МИИТа был построен 41 километр железной дороги в обход Ташкента, две тупиковых станции в районах города Чиланзар и Сергели для приёма строительных грузов, поступающих для восстановления Ташкента.

## Отражение в литературе
В повести Лукьяненко «Сегодня, мама!» цикла «Остров Русь» главные герои спасают древнеегипетскую девочку, но из-за технических неполадок машины времени вынуждены оставить её 1966 году в Ташкенте после землетрясения. Девочку принимают как оставшуюся сиротой, воспитывают в детском доме, а впоследствии она оказывается матерью главных героев.
В романе Георгия Свиридова «Победа достаётся нелегко» упоминается Ташкентское землетрясение. Роман удостоен премии Министерства обороны СССР.
А здесь холодной ночью земля заходила ходуном сразу под огромным городом с миллионным населением. Страшная, неведомая, неизученная сила клокотала где-то под ногами на глубине нескольких километров, билась огненной массой в земную толщу, силясь прорвать её и вырваться наружу.
— Говорят, под Ташкентом море, — доверительно сказал кто-то тихим голосом.
— И вода, как кипяток.